# Massaker von Maillé
Das Massaker von Maillé war ein Kriegsverbrechen, das während des Zweiten Weltkriegs am 25. August 1944 von deutschen Soldaten an der Zivilbevölkerung der 30 Kilometer südlich von Tours gelegenen französischen Gemeinde Maillé im Département Indre-et-Loire begangen wurde.

## Ablauf und Folgen
Das Massaker wurde zur Vergeltung eines Anschlages französischer Widerstandstruppen auf zwei Militärfahrzeuge in der Nacht zuvor verübt. Die Soldaten töteten 124 der etwa 500 Bewohner des Dorfes, darunter 43 Kinder bis 12 Jahre. Danach wurde der Ort mit Granaten beschossen und zerstört. Das Massaker von Maillé gilt nach dem Massaker von Oradour als das schwerste Kriegsverbrechen deutscher Truppen in Frankreich. Am selben Tag wurde Paris von den deutschen Besatzern befreit.
Bereits 1952 wurde Gustav Schlüter, ein deutscher Leutnant der Reserve, in Bordeaux in Abwesenheit wegen Beihilfe zur vorsätzlichen Tötung zum Tode verurteilt. Er wurde nie gefasst bzw. ausgeliefert und starb 1965 in Hamburg. Dass er die Aktion leitete, wird für möglich gehalten, konnte aber nicht bewiesen werden. Außerdem konnte bislang nicht geklärt werden, welche Truppen zur Durchführung der Tat zum Einsatz kamen. Wahrscheinlich war es das in der Nähe stationierte „Feldersatz-Bataillon“ der 17. SS-Panzergrenadier-Division. Nach Schlüters Verurteilung geriet das Massaker in Vergessenheit. Es wurde wiederentdeckt, als die Vereinten Nationen (UNO) 1987 Akten zu Kriegsverbrechern freigaben. Die bei der Staatsanwaltschaft Dortmund beheimatete Zentralstelle im Lande Nordrhein-Westfalen für die Bearbeitung von nationalsozialistischen Massenverbrechen wurde mit den Ermittlungen beauftragt, kam aber zu keinen Ergebnissen und stellte die Untersuchungen 1991 wieder ein.
Nachdem französische Historiker und Medien Recherchen zu dem Massaker wieder aufnahmen, wurde der Fall 2004 erneut eröffnet. Französische Behörden befragten über 50 Zeitzeugen, und im Juli 2008 begaben sich Ermittler der Zentralstelle der Staatsanwaltschaft Dortmund unter Leitung des Staatsanwaltes Ulrich Maaß für eine Woche in die Ortschaft nahe Tours an der Loire, um Einwohner zu finden, die die Gräueltat überlebt haben. Außerdem suchte er in französischen Archiven Hinweise auf die Verantwortlichen. Die Tätereinheit des Massakers war bereits vor Beginn des Verfahrens durch einen deutschen Historiker ausfindig gemacht worden. Drei Tatverdächtige wurden ermittelt, von denen zwei bereits verstorben waren. Das Schicksal des Dritten konnte nicht ermittelt werden. Die Staatsanwaltschaft Dortmund stellte 2017 ihre Ermittlungen ein.

## Gedenken

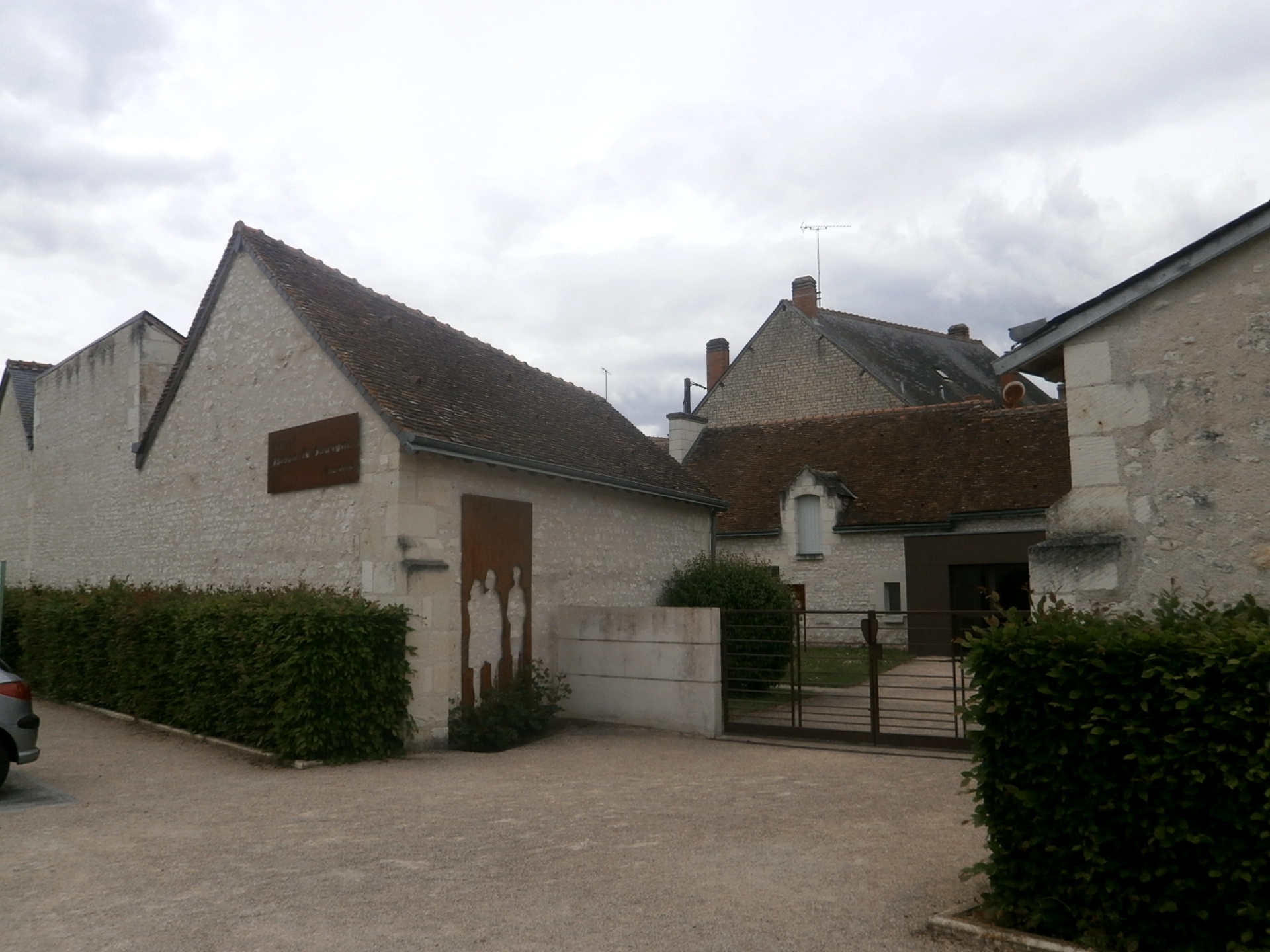
Maison du souvenir de Maillé

Erst im Jahr 2004 erreichte die Regisseurin Josiane Maisse mit ihrem Film Der zweite 25. August nach 60-jährigem Schweigen die erste öffentliche Aufarbeitung des Massakers. Sie interviewte die Überlebenden und zeigte dadurch, dass das Dorf und seine Bewohner im Gegensatz zu Oradour wenig Unterstützung erhalten hatte.
2006 wurde das Maison du souvenir de Maillé eröffnet, das sich mit 250 Dokumenten und einem Film über die Zeitzeugen der Geschichte des Dorfes, seiner Bewohner und der Erinnerungskultur widmet.
Am 25. August 2008 weihte Nicolas Sarkozy eine kleine Gedenkstätte ein.
Für den achtzigminütigen Film 25 août 1944, Maillé un crime sans assassin recherchierte der Regisseur Christophe Weber 2010 das Geschehen und die Hintergründe des Massakers. Dieser enthält auch Interviews mit überlebenden Jugendlichen und wurde 2011 in France 2 gezeigt.
Am 4. Januar 2018 wurde auf einem Feld im Bitscher Land ein Gedenkstein mit der Inschrift „Zu Ehren den Gefallenen der 17. SS-Panzergrenadier-Division – Drauf, dran und durch“ entdeckt. Urheber soll ein polizeibekannter Rechtsextremist aus Püttlingen sein, der sich ab dem 24. Februar 2020 in Saargemünd vor Gericht verantworten musste. Am 25. März 2020 wurde er zu neun Monaten Haft auf Bewährung verurteilt.
2017 erfolgte eine Einladung von Vertretern von Maillé an den Vorstand des Vereins Gegen Vergessen – Für Demokratie in Berlin. Der Zeitzeuge Serge Martin wurde Vorsitzender der Opfergemeinschaft Association pour le Souvenir de Maillé. An der jährlichen Gedenkveranstaltung für die Opfer des Massakers nahm kontinuierlich eine deutsche Delegation von Historikern und Historikerinnen teil. Im August 2019 wurden Gespräche mit Zeitzeugen und Zeitzeuginnen und deren Nachkommen aufgenommen. Die jährlichen Besuche der deutschen Delegation unter der Leitung von  Herrn Prof. Dr. Friedhelm Boll (Friedrich-Ebert-Stiftung) und Frau Prof. Dr. Barbara Vogel führten von der Zeitzeugenarbeit zur Freundschaft. So drehten Layla Kiefel und David Hanna 2022 einen Dokumentarfilm über die Begegnung der deutschen Gruppe mit den Familien der Überlebenden. In seiner Amtszeit  als Bürgermeister war Bernard Eliaume der Initiator für die Einrichtung des Maison du Souvenir und rückte mit Serge Martin das „vergessene Märtyrerdorf Maillé“ ins Gedächtnis der Franzosen und der Deutschen (2002–2023). Dazu gehörten die pädagogische Arbeit des Maison du Souvenir, die vielfältigen Kontakte mit der Bundesrepublik Deutschland und anderen Staaten sowie der Jugendaustausch. Im Rahmen der Feierlichkeiten führten Layla Kiefel und David Hanna ihren historisch-wertvollen Film mit vielen ehemaligen Zeitzeugen und -zeuginnen  über die deutsch-französische Versöhnungsarbeit mit Maillé vor. Am 24. Juni 2025 wurde dem ehemaligen Bürgermeister Bernard Eliaume für seine beeindruckende deutsch-französische Versöhnungsarbeit, die er 20 Jahre lang für die Gemeinde Maillé im Rahmen der Erinnerungskultur geleistet hat, das Bundesverdienstkreuz 1. Klasse von der Bundesrepublik Deutschland verliehen.